# Daniel Dąbrowski
Pour les articles homonymes, voir Dąbrowski.
Daniel Dąbrowski (ne le 23 septembre 1983 à Łódź) est un athlète polonais, spécialiste du sprint.
Médaille de bronze aux Championnats du monde d'athlétisme 2007 pour le relais 4 × 400 m en 3 min 0,05 s, meilleur temps polonais de l'année.
Il a remporté le 4 × 400 m lors de la Coupe d'Europe des nations d'athlétisme 2007.

## Palmarès

### Championnats du monde d'athlétisme
- Championnats du monde d'athlétisme de 2007 à Osaka ( Japon)
  -  Médaille de bronze au relais 4 × 400 m

### Championnats du monde d'athlétisme en salle
- Championnats du monde d'athlétisme en salle de 2006 à Moscou ( Russie)
  -  Médaille d'argent au relais 4 × 400 m

### Universiade d'été
- Universiade d'été de 2005 à Izmir ( Turquie)
  -  Médaille d'or au relais 4 × 400 m
- Universiade d'été de 2007 à Bangkok ( Thaïlande)
  -  Médaille d'or au relais 4 × 400 m

### Championnats d'Europe d'athlétisme
- Championnats d'Europe d'athlétisme de 2006 à Göteborg ( Suède)
  -  Médaille de bronze au relais 4 × 400 m
  - 4e au 400 m

### Coupe d'Europe des nations d'athlétisme
- Coupe d'Europe des nations d'athlétisme de 2007 à Munich ( Allemagne)
  - 1er au relais 4 × 400 m

## Records
- 100 m - 10,58 s (2006)
- 200 m - 20,74 s (2006)
- 400 m - 45,38 s (2006)